# Amico, stammi lontano almeno un palmo
Amico, stammi lontano almeno un palmo è un film del 1972 diretto da Michele Lupo.

## Trama
Ben, appena uscito di galera, incontra il vecchio compare Charlie, un avventuriero squattrinato che si procura da vivere facendo il baro. I due fanno causa comune, ma ben presto iniziano i guai.